# Tadeusz Białkowski (1920–2010)
Tadeusz Białkowski (ur. 26 marca 1920 w Jaworowie, zm. 10 kwietnia 2010 w Warszawie) – polski działacz komunistyczny i dyplomata, poseł na Sejm PRL V kadencji.

## Życiorys
Syn Wiktora i Anny. W okresie 1934–1936 pracował w Murczynku, następnie od 1936 do 1938 był robotnikiem rolnym. W latach 1940–1945 przebywał na robotach przymusowych w Niemczech w kamieniołomach w Gersfeld. Po powrocie do kraju w okresie od 1946–1949 działał w Związku Samopomocy Chłopskiej, od inspektora organizacyjnego do sekretarza powiatowego. W 1949 został prezesem Gminnej Spółdzielni w Szubinie. Uzyskał wykształcenie wyższe ekonomiczne na Wydziale Morskim Wyższej Szkoły Ekonomicznej w Sopocie. Uczęszczał jako słuchacz w latach 1949–1950 do Centralnej Szkoły Partyjnej im. Juliana Marchlewskiego w Łodzi w latach 1949–1950.
W 1945 wstąpił do Polskiej Partii Robotniczej, z którą w 1948 przystąpił do Polskiej Zjednoczonej Partii Robotniczej. W PZPR pełnił funkcje sekretarza ds. organizacyjnych Komitetu Wojewódzkiego w Rzeszowie (1955–1956), sekretarza KW w Gdańsku (1957–1968) oraz I sekretarza KW w Olsztynie (1969–1971). W Komitecie Centralnym PZPR był referentem Wydziału Szkolenia (od 1950), starszym instruktorem wydziału organizacyjnego (1956–1957) i członkiem (1968–1971).
W 1969 uzyskał mandat posła na Sejm PRL w okręgu Iława, zasiadał w Komisji Wymiaru Sprawiedliwości. W okresie 1971–1978 ambasador PRL w Korei Północnej.
Żonaty z Krystyną Białkowską (1926–1992). Pochowany na cmentarzu komunalnym Północnym w Warszawie.

## Odznaczenia
- Krzyż Oficerski Orderu Odrodzenia Polski
- Złoty Krzyż Zasługi
- Medal pamiątkowy „Za zasługi dla Warszawskiego Okręgu Wojskowego” (1970)[2]